# بيل دريك (لاعب دوري الرغبي)
بيل دريك (بالإنجليزية: Bill Drake)‏ هو لاعب دوري الرغبي بريطاني، ولد في 20 فبراير 1931 في Workington ‏ في المملكة المتحدة، وتوفي في 8 أكتوبر 2012 في يورك في المملكة المتحدة.